# Ein Tag wie ein Leben
Ein Tag wie ein Leben ist ein Roman von Nicholas Sparks, der 2003 unter dem englischen Titel The Wedding bei Warner Books in New York erschien.

## Inhalt
Hochzeit
Der 56-jährige Wilson Lewis, als Anwalt für Erbschaftsangelegenheiten der gehobenen Mittelschicht von New Bern/North Carolina angehörig, hat etwas falsch gemacht. Er ist viel beschäftigt mit seiner Arbeit bei einer Anwaltskanzlei und hat kaum Zeit für Familie und besonders nicht für seine Frau. Dabei wünscht sich diese doch nur etwas Romantik, ganz nach dem Vorbild ihrer Eltern Noah und Allie. Als Wilson schließlich noch ihren 29. Hochzeitstag vergisst, bringt er damit das Fass zum Überlaufen. Seine 53-jährige Gattin Jane ist tief betroffen, zeigt dies aber nicht. Wilson, zerknirscht, gibt sich die Schuld an der Unterlassungssünde und startet zunächst die Ursachenforschung. Wie konnte das bloß passieren? Antwort: in den knapp drei Jahrzehnten Zusammenlebens mit Jane kam die Anwaltspraxis immer vor der Familie.
Wilson sinnt auf Wiedergutmachung. Verbündete sind die 27-jährige Tochter Anna und deren Lebensgefährte Keith. Die drei täuschen Jane vor, Anna und Keith wollen am bevorstehenden 30. Hochzeitstag von Wilson und Jane heiraten. Jane, die sich so eine Hochzeit für sich selbst immer gewünscht hatte, stürzt sich mit voller Begeisterung in die Hochzeitsvorbereitungen ihrer Tochter. Die Überraschung gelingt. Der 30. Hochzeitstag wird gefeiert wie einst vor 30 Jahren, nur viel aufwendiger und wesentlich minuziöser vorbereitet. Jane, tief gerührt, kann Wilson endlich verzeihen.
Fortsetzungsroman
Im Roman wird die Geschichte von Janes Eltern, das sind Noah Calhoun und Gattin Allie aus Wie ein einziger Tag, von dem Ich-Erzähler Wilson fortgeführt. Allie war an Alzheimer verstorben und Noah, inzwischen 87 Jahre alt, lebt im Seniorenheim. Der alte Mann wehrt sich gegen die übertriebene Fürsorge seiner vier Kinder und hält sich lieber an den Schwiegersohn Wilson, der Verständnis für die Marotten aufbringt. Eine ist die Vorliebe Noahs für Lyrik. Seinen Walt Whitman – die Grashalme – kann er auswendig. Somit verschenkt er den zerlesenen Gedichtband zum Schluss des Romans an Wilson und Jane. Die andere Marotte  hängt mit Allies Tod zusammen. Noah kann diesen nicht verwinden und klammert sich an die Vorstellung, der Geist der geliebten Verstorbenen erscheine ihm gleichsam in der körperlichen Hülle eines ganz bestimmten Schwans – Noah sagt „Schwänin“ – der täglich zur Fütterung heran schwimmt.